# In the Silence (album, Gréta Salóme Stefánsdóttir)

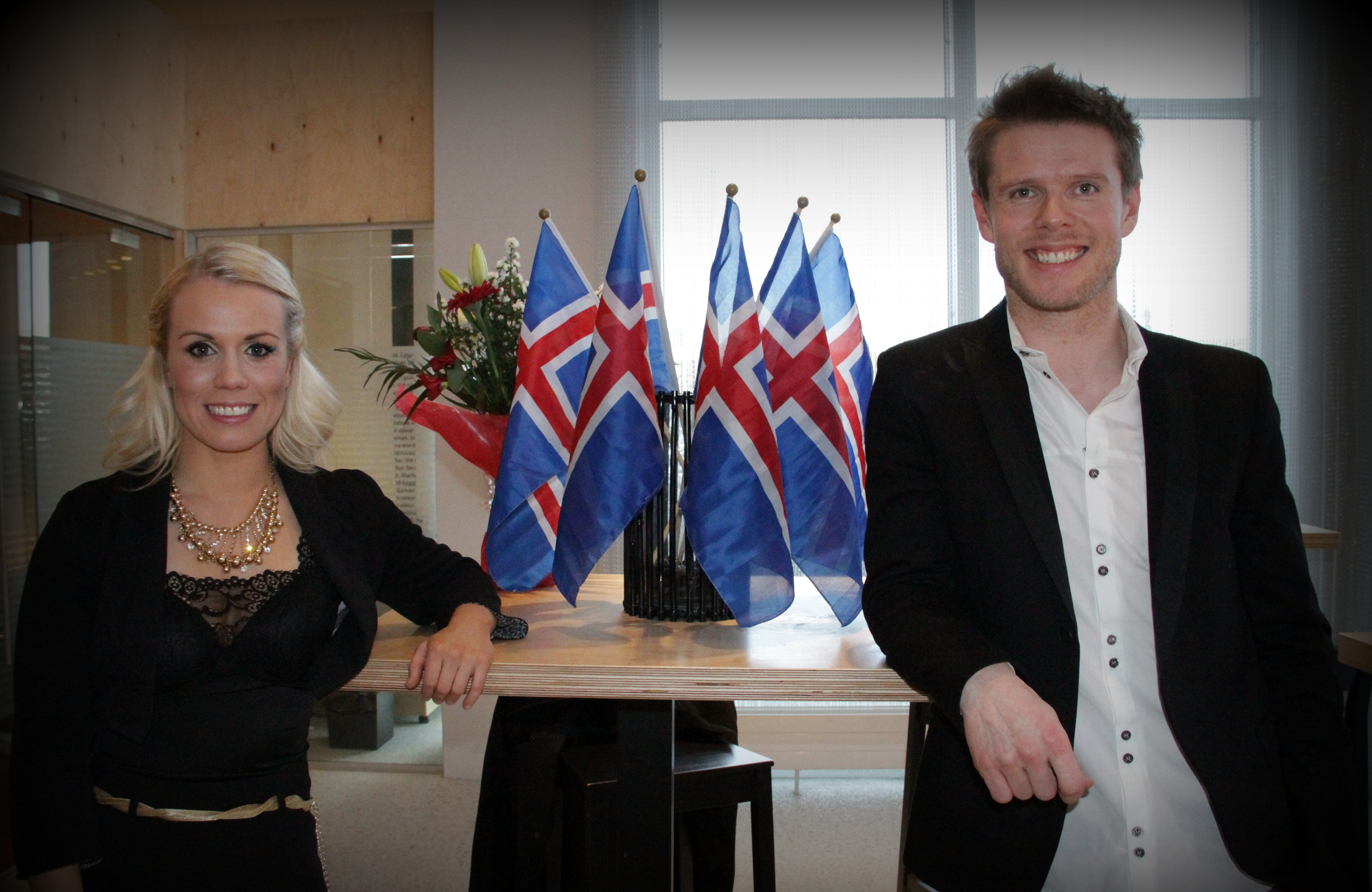
Gréta Salóme Stefánsdóttir a Jón Jósep Snæbjörnsson (Jónsi)

In the Silence je debutové album islandské zpěvačky Gréty Salóme Stefánsdóttir.

## Seznam skladeb
| #  | Název                       | Délka | Poznámka | Ref.   |
| -- | --------------------------- | ----- | --- | ------ |
| 1  | "Take This Empty Heart"     | 2:53  | | [ 2 ]  |
| 2  | "In the Silence"            | 4:00  | | [ 3 ]  |
| 3  | "If You Wanna Go"           | 4:53  | | [ 4 ]  |
| 4  | "Overture"                  | 1:05  | | [ 5 ]  |
| 5  | "We Are"                    | 4:08  | | [ 6 ]  |
| 6  | "Everywhere Around Me"      | 4:02  | | [ 7 ]  |
| 7  | "A Thousand More Goodbyes"  | 3:50  | | [ 8 ]  |
| 8  | "See You There"             | 4:18  | | [ 9 ]  |
| 9  | "Coming Home Soon"          | 3:56  | | [ 10 ] |
| 10 | "These Last Days of Summer" | 3:32  | | [ 11 ] |
| 11 | "Never Forget"              | 3:00  | Výhra v národním kole Söngvakeppni Sjónvarpsins 2012 a účast ve finále Eurovision Song Contest 2012 (s Jónsim).       | [ 12 ] |
| 12 | "Aldrei Sleppir Mér"        | 3:12  | Účast v národním kole Söngvakeppni Sjónvarpsins 2012                                                                  | [ 13 ] |
| 13 | "Mundu Eftir Mér"           | 3:08  | Islandská verze písně "Never Forget", se kterou vystoupili v národním kole Söngvakeppni Sjónvarpsins 2012 (s Jónsim). | [ 14 ] |